# La Florida (kommun)
La Florida är en kommun i Colombia.   Den ligger i departementet Nariño, i den sydvästra delen av landet, 500 km sydväst om huvudstaden Bogotá. Antalet invånare är 11 423. Arean är 149 kvadratkilometer.
Terrängen i La Florida är bergig västerut, men österut är den kuperad.